# Miss Minna Alix
Florence Janet Exton, conocida artísticamente como Miss Minna Alix (Nueva York, 1883-Madrid, 18 de febrero de 1904) fue una acróbata y artista de circo estadounidense.

## Trayectoria
Era hija de Miss Exton, una actriz inglesa. Se dedicó desde muy niña al teatro y actuó en una compañía de opereta inglesa.
Con apenas 18 años se le presentó la oportunidad de trabajar en el circo. Su número llamado Hooping the Hoop, era uno de los más arriesgados y espectaculares de la época. Consistía en hacer un giro a más de 360 km/h, deslizándose por una rampa de madera y hierro, llamada ferrocarril aéreo de fuerza centrífuga y que se asemejaba a una primitiva montaña rusa de los parques de atracciones, conocidas como «Looping the Loop», montada sobre un automóvil y dando una vuelta completa que terminaba en una rampa de salida protegida con una red de seguridad.
Su ayudante en la pista era su pareja, el ingeniero francés, Emil Payeur. Antes de debutar Madrid en 1904, Exton había iniciado en 1902 una gira por diferentes ciudades europeas, incluyendo Barcelona.

## Accidente y muerte
Actuó durante varios días en el antiguo Circo Price de Plaza del Rey en Madrid durante el mes de enero de 1904. En la función del domingo 24 de enero, cuando estaba realizando su número, en lo más alto del rizo, su coche se frenó en seco, haciendo que Exton cayera al vacío y el coche encima.
Los primeros auxilios se los dieron en la Casa de Socorro del distrito de Buenavista y luego la trasladaron al Hospital de la Princesa. Sufrió conmoción cerebral, fractura y hundimiento del hueso del cráneo, dos heridas, una de 12 cm en la parte superior de la cabeza, y otra, de 4 cm en la parte posterior, además de contusiones en el cuerpo.
Payeur fue detenido para explicar en el juzgado las posibles causas del accidente, quien indicó que podía haber sido por el cambio de una pieza de madera de pino por una de haya, cuya resistencia era menor. Se iniciaron investigaciones adicionales para confirmar las causas y se manejaron por lo menos tres hipótesis al respecto.
El 26 de enero, luego de haberle realizado una operación, se hicieron públicas las declaraciones de Exton ante el interrogatorio del Juzgado, en las que se indicó que el accidente pudo haberse debido a circunstancias fortuitas.
Durante su convalecencia recibió entre otras, la visita del Príncipe de Baviera, el Conde de San Luis, el gobernador y el cónsul de los Estados Unidos. Aunque en la prensa se anunció durante varios días que su estado de salud era estable, empeoró perdiendo el habla y el conocimiento. El 11 de febrero fue operada de urgencia. Tras 25 días hospitalizada y con una parálisis en lado derecho de su cuerpo, murió el 18 de febrero a la edad de 20 años. La autopsia reveló una infección en el hemisferio izquierdo que derivó en meningoencefalitis difusa supurada. Fue enterrada el 20 de febrero en el Cementerio británico de Madrid.